# Chinabrenthorrhinus longidigitatus
Chinabrenthorrhinus longidigitatus là một loài bọ cánh cứng trong họ Nemonychidae. Loài này được Ren miêu tả khoa học đầu tiên năm 1995.